# Alfonso Casas
Alfonso Casas Moreno es un ilustrador e historietista español nacido en Zaragoza en 1981.
Tras estudiar magisterio y bellas artes, desarrolla su actividad profesional como ilustrador en Barcelona. Su estilo se caracteriza por el uso de la ironía, el trazo grueso y una reducida gama de colores.
Entre sus libros pueden citarse Se(nti)mental (2015), que ha sido definido como un libro interactivo que contiene una recopilación de ilustraciones sobre desamor; Freddie Mercury, una biografía (2018) y Amores: Algunas cosas que aprendí y otras que me costó olvidar (2019), un libro con algunas ilustraciones completas y otras en forma de cómic en el que comparte experiencias sobre amores y desamores.
Entre sus cómics se encuentra Amores minúsculos (2012), que ha sido llevado al teatro. Otro de ellos es El final de todos los agostos (2017), que ha sido traducido al francés, en el que el protagonista de la historia regresa al lugar donde muchos años atrás había pasado sus vacaciones para realizar un proyecto fotográfico. Posteriormente publicó Monstruosamente (2020), un cómic en blanco y negro sobre los miedos que asaltan a las personas en su día a día. Tras su éxito edita Las Orejas al Lobo (2022) y Todas las personas que fui (2023) que continúan la historia de los monstruos internos con los que lidiamos.